# VIPER mikroprocesszor
A VIPER egy 32 bites mikroprocesszor-kialakítás, amelyet a Royal Signals and Radar Establishment (RSRE, az Egyesült Királyság védelmi minisztériumának egyik kutatóintézete) tervezett és készített az 1980-as években. A processzor elsődleges célja a nagy megbízhatóságú rendszerekben, például az avionika területén való felhasználás volt.
Ez volt az első kereskedelemben is kapható mikroprocesszor-kialakítás, amelynek helyes működését formális bizonyítás támasztotta alá, bár a bizonyítás és annak módszerei körül némi bizonytalanság volt tapasztalható.
A VIPER egy 32 bites processzor, egy akkumulátor-regisztere, két indexregisztere, egy 20 bites programszámlálója és egy 1 bites jelzőregisztere (flag) van. A processzor 220 számú szó címzését támogatja mind a be- és kimeneti, mind a különálló memória tárterületen. Utasításai 32 bitesek, amelyekben 12 bit kódolja az utasítást, a fennmaradó 20 bit a közvetlen értéket vagy a címzést tartalmazza. A VIPER működése megáll (halt állapotba kerül) bármilyen hiba fellépése esetén (pl. illegális utasítás, memória nem válaszol a megadott várakozási időn belül, aritmetikai túlcsordulás, stb.) és a hibaállapotot a kimeneti vonalain jelzi. A processzornak ezen kívül nincs más megszakítási rendszere. A hibaállapotból újraindítási mechanizmusokkal léptethető ki.

## Fordítás
Ez a szócikk részben vagy egészben  a   VIPER microprocessor című angol Wikipédia-szócikk ezen változatának fordításán alapul.  Az eredeti cikk szerkesztőit annak laptörténete sorolja fel. Ez a jelzés csupán a megfogalmazás eredetét és a szerzői jogokat jelzi, nem szolgál a cikkben szereplő információk forrásmegjelöléseként.